# Matsushimiella queenslandica
Matsushimiella queenslandica är en svampart som först beskrevs av Matsush., och fick sitt nu gällande namn av R.F. Castañeda & Heredia 2001. Matsushimiella queenslandica ingår i släktet Matsushimiella, divisionen sporsäcksvampar och riket svampar.   Inga underarter finns listade i Catalogue of Life.